# Gródek (gemeente)
De gemeente Gródek is een landgemeente in het Poolse woiwodschap Podlachië, in powiat Białostocki.
De zetel van de gemeente is in Gródek.
Op 30 juni 2004 telde de gemeente 5822 inwoners.

## Oppervlakte gegevens
In 2002 bedroeg de totale oppervlakte van gemeente Gródek 430,6 km², waarvan:
- agrarisch gebied: 33%
- bossen: 58%

De gemeente beslaat 14,43% van de totale oppervlakte van de powiat.

## Demografie
Stand op 30 juni 2004:
| Omschrijving                   | Totaal | Totaal | Vrouwen | Vrouwen | Mannen | Mannen |
| ------------------------------ | ------ | ------ | ------- | ------- | ------ | ------ |
| eenheid                        | aantal | %      | aantal  | %       | aantal | %      |
| inwoners                       | 5822   | 100    | 3021    | 51,9    | 2801   | 48,1   |
| bevolkingsdichtheid (inw./km²) | 13,5   | 13,5   | 7       | 7       | 6,5    | 6,5    |

In 2002 bedroeg het gemiddelde inkomen per inwoner 1301,5 zł.

## Plaatsen
Bagno, Bielewicze, Bobrowniki, Borki, Chomontowce, Downiewo, Dzierniakowo, Glejsk, Gobiaty, Gródek, Gródek-Kolonia, Grzybowce, Jakubin, Jaryłówka, Józefowo, Kołodno, Kondycja, Kozi Las, Królowe Stojło, Królowy Most, Kuberka, Łużany, Mieleszki, Mieleszki-Kolonia, Mostowlany, Narejki, Nowosiółki, Pałatki, Pieszczaniki, Piłatowszczyzna, Podozierany, Podzałuki, Przechody, Radunin, Ruda, Skroblaki, Słuczanka, Sofipol, Straszewo, Stryjeńszczyzna, Świsłoczany, Turowo, Waliły, Waliły-Dwór, Waliły-Stacja, Wiejki, Wierobie, Wyżary, Załuki, Zarzeczany, Zasady, Zielona, Zubki, Zubry.

## Aangrenzende gemeenten
Krynki, Michałowo, Supraśl, Szudziałowo, Zabłudów. De gemeente grenst aan Wit-Rusland.